# Nesoryzomys swarthi
Nesoryzomys swarthi, también conocido como el Nesoryzomys Santiago o ratón Santiago Galápagos, es una especie de roedor del género Nesoryzomys de la familia Cricetidae. 

## Distribución
Se encuentra sólo en la Isla Santiago, en las Islas Galápagos. 

## Hábitat
Su hábitat natural son los matorrales secos subtropicales o tropicales.

## Extinción y redescubrimiento
Se lo consideró extinguido desde que se registró por última vez en 1906, pero fue redescubierto en 1997. Una más pequeña, la rata de arroz que están relacionadas, fue redescubierto la también la Rata Fernandina Arrocera (Nesoryzomys fernandinae) en Fernandina.